# Рождественка (Свободненский район)
Рождественка — упразднённое село в Свободненском районе Амурской области России. Исключено из учётных данных в 1974 году.

## География
Село располагалось на правом берегу реки Голубая в месте окончания пади Малый Елтуган, на расстоянии примерно 5 километров (по прямой) к юго-востоку от села Рогачёвка.

## История
Село возникло в 1910 году. По данным на 1916 год деревня Бело-Криница состояла из 39 дворов (население составляло 201 человек) и входила в состав Серебрянской волости 3-го стана Амурского уезда Амурской области.
По данным 1926 года в Рождественке имелось 45 хозяйств (38 крестьянского типа и 7 прочих) и проживало 207 человек (101 мужчина и 106 женщин). В национальном составе населения преобладали русские. В административном отношении входила в состав Рогачевского сельсовета Свободненского района Амурского округа Дальневосточного края.
В 1930—1950-е годы действовал колхоз «Боевик пятилетки».
Решением Амурского исполкома от 7 июня 1974 года № 253, село Рождественка исключено из учётных данных как несуществующее.